# Permiso por enfermedad

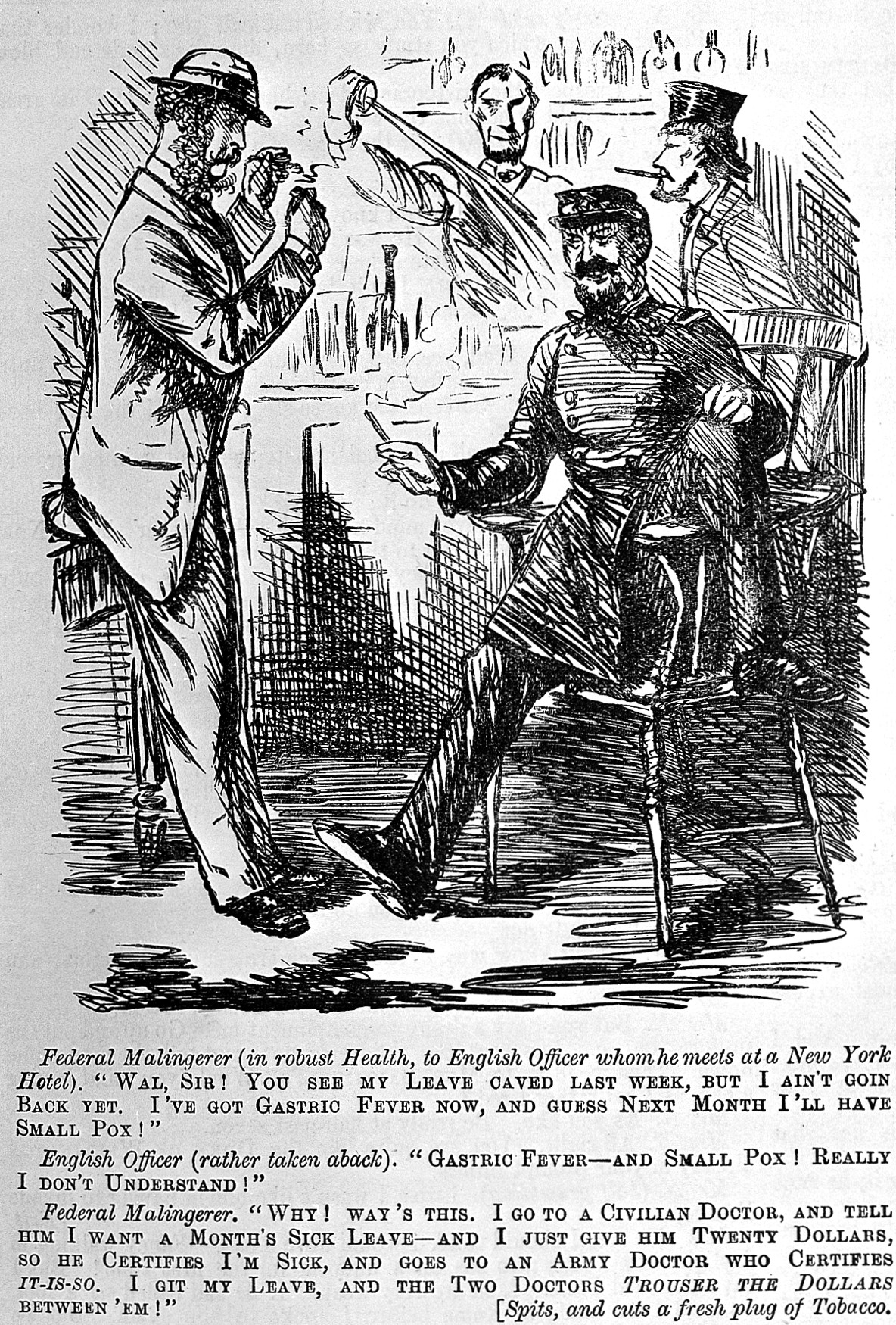
Soldado en "Licencia por enfermedad"

Un permiso por enfermedad es un beneficio laboral en el que se establece un tiempo de descanso para que los trabajadores se dediquen al cuidado de su salud y seguridad en caso de enfermedad sin dejar de recibir compensación.
El permiso por enfermedad es un requisito a los empleadores en casi todas las naciones. La mayoría de naciones europeas, americanas y africanas y algunos países asiáticos cuentan con requisitos legales para permiso por enfermedad pagado por los empleadores.

## Historia
Durante el siglo XVI a. C., algunos de los trabajadores que construían las tumbas de los faraones egipcios recibían permisos de ausencia laboral por enfermedad pagados como una medida de salud promovida por su imperio.